# Bogusław Wyparło
Bogusław Andrzej Wyparło (ur. 29 listopada 1974 w Mielcu) – polski piłkarz występujący na pozycji bramkarza. Wychowanek Stali Mielec, przez wiele lat związany z ŁKS Łódź. Nosił pseudonim boiskowy Bodzio W.. Reprezentant Polski, trener, w 2020 krótko prezes mieleckiego klubu.

## Kariera piłkarska
W I lidze debiutował w barwach Stali Mielec w wieku 16 lat i przez kilka sezonów był jej podstawowym golkiperem. Największym jego sukcesem było zdobycie mistrzostwa Polski z ŁKS Łódź w sezonie 1997/98. Wyparło zagrał w 359 meczach najwyższego szczebla rozgrywkowego. Karierę sportową zakończył w 2016 w Stali Mielec, klubie w którym rozpoczął karierę sportową.
W latach 1998–1999 rozegrał trzy mecze dla reprezentacji Polski.
Przyjaźni się z Kazikiem Staszewskim. Z tego powodu został wspomniany w tekście utworu Plamy na Słońcu, zamieszczonym w albumie pod tym samym tytułem, wydanym przez formację Kazik na Żywo w 2011: Czy to jeszcze dzisiaj do państwa nie dotarło/Najlepszy bramkarz to jest Bogusław Wyparło.

## Kariera trenerska
Pod koniec rundy jesiennej sezonu 2011/12 był trenerem bramkarzy w łódzkim zespole. W kolejnych latach pełnił tę funkcję w Mielcu.